# Азербайджански държавен академичен театър за опера и балет
Азербайджанският държавен академичен театър за опера и балет (на азербайджански: Azərbaycan Dövlət Akademik Opera və Balet Teatrı) е оперен и балетен театър в Баку, столицата на Азербайджан, академичен е от 1959 г.

## История
Театърът е създаден през май 1920 г. с указ на правителството на Азербайджанската ССР. Театърът бил разположен в сградата, построена през годините 1910 – 1911 (архитект Николай Баев). През 1910 г. братя Маилови решават на свой собствен парел в Баку да построят голямо, съвременно оборудвано здание за нов театър. По-младият брат, Иля Лазаревич бил лекар, а по-големият – Даниил Лазаревич, бил бизнесмен. Зрителната зала на театъра имала 1281 места. На сцената на театъра били представяни оперни, балетни, драматични спектакли както на азербайджански, така и на руски език, поставяни били и оперети.

## Сградата на театъра
С историята на зданието на Академичния театър за опера и балет са свързани най-малко две красиви, но непотвърдени градски легенди.
Любов, театър и букет
Съгласно първата, през 1910 г. известна певица гастролира в Баку. Нейната красота и прекрасен глас очароват местната публика, а един от братята-милионери Маилови се влюбва в певицата. Оказва ѝ изключително внимание, обсипва я със злато и скъпоценности.
Певицата прекарва в Баку около месец: дава концерти в зданието на борсата, в казиното, в дървения цирк на братя Никитини. След края на гастролите милионерът устроил тържествено изпращане на певицата. На приема я попитали: „Кога пак ще зарадвате бакинците с изкуството си?“ Певицата свила рамене: „Може би никога. Не съм свикнала да пея в казина, в циркове. Просто съм поразена, че във вашия прекрасен, богат град, където живеят такива щедри рицари, няма оперен театър.“
Тогава Маилов я попитал: „Ханъм, за къде заминавате сега?“ Певицата отговорила, че ѝ предстоят гастроли в Япония и че след година ще се върне в Русия. На което меценатът предложил: „Заповядайте в града ни след година. Ще построим достойно за вашето изкуство здание, а вие ще го откриете“.
Маилов възложил проекта на архитекта Баев и го помолил да построи сграда, подобна на тифлиската опера, но по-красива и внушителна.
След като театърът бил готов, Маилов изпратил на певицата телеграма и я поканил за откриването на операта. Тя пристигнала в Баку и взела участие в тържествата.
Театърът бил открит с операта „Борис Годунов“. След изпълнението на първата ария певицата била обсипана с цветя. Самият Маилов поднесъл на любимата си венец, направен от различни банкноти.
В някои статии, публикувани в Интернет, се споменава, че тайнствената актриса била известната певица Антонина Нежданова. Обаче тя никога не е била нито в Баку, нито в Япония. Ролята на Марина Мнишек е изпълнена от госпожа Ард.
Явно нямало е и никакви букети от банкноти и брилянти – в публикациите по повод откриването на театъра няма ни дума за подобни неща, въпреки че в други бележки за различни гастроли на актьори в Баку, винаги се споменава за подаръци и букети, поднесени на артистите от Маилови.
Басът на милионерите
Като чул, че братята Маилови планират да построят театър за една година, хаджи Зейналабдин Тагиев попитал Маилов, на какъв етап е строителството. Маилов отговорил, че архитектът Баев се е запознал с чертежите на оперния театър в Тифлис и вече работи по проекта. Хаджи Зейналабдин казал: „Не си представям как може да се построи такова здание за година! Аз съм бил строител и знам, че това е почти невъзможно.“
Маилов отговорил: „Хаджи, хайде на бас. Ако зданието не стане готово за година, ще го завърша и ще ти дам операта на теб. Но ако аз спазя срока, то т цялото строителство, а сградата че си остане моя.“ Тагиев се съгласил. Маилов построил зданието за осем месеца. Обаче за този бас няма никакви писмени доказателства.

### Съвременен репертоар
- „Кармен“, Жорж Бизе, в 4 действия, либрето Меляк и Алеви
- „Тоска (опера)“, Джакомо Пучини
- „Мантията (опера)“, Джакомо Пучини
- „Кьороглу (опера)“, Узеир Хаджибеков
- „Седем красавици (балет)“, Кара Карайев
- „Ако не тази, другата“, Узеир Хаджибеков
- „Слугинята господарка (опера)“, Джовани Батиста Перголези

Репертоарът на театъра е съставен както от световни опери и балети, така и от произведения на национални автори. Също така в репертоара на театъра са включени и спектакли за деца, като например операта-приказка „Джиртдан“ от Назим Аливердибеков. Периодично се поставят премиери, също така се канят артисти от чужбина, включително от Молдавия, Украйна и др.
Симфоничният оркестър на театъра от 2008 г. (в това число в 2012 и 2013 г.) взема участие във фестивала „Гут Имлинг“ за оперно изкуство в Германия (по покана). Театърът също гастролира в други страни.
По традиция, театърът открива всеки сезон с постановка на Узеир Хаджибеков.
- Сградата на театъра (1911)
- Сградата на операта (1954)
- Сградата на операта (2011)